# Franklin PC 5000
Franklin PC 5000 (PC 5000, 6000, 8000) је серија професионалних рачунара фирме Franklin која је почео да се производи у Сједињеним Америчким Државама током 1986. године.
Користио је Intel 8088 микропроцесорску јединицу а RAM меморија рачунара је имала капацитет од 512 KB до 640 KB. 
Као оперативни систем кориштен је MS-DOS 3.1.

## Детаљни подаци
Детаљнији подаци о рачунару PC 5000, 6000, 8000 су дати у табели испод.
|                       |                                                           |
| [ 1 ]                 |                                                           |
| Произвођач            |                                                           |
| Тип                   | професионални рачунар                                     |
| Меморија              | 512 до 640 KB                                             |
| Поријекло             | Сједињене Америчке Државе                                 |
| Година                | 1986                                                      |
| Тастатура             | PC стил са нумеричком тастатуром и 10 функцијских тастера |
| Процесор              |                                                           |
| Фреквенција процесора | 4,77                                                      |
| RAM                   | 512 до 640 KB                                             |
| ROM                   |                                                           |
| Текст                 | 40 или 80 стубова x 25 линија                             |
| Графика               | 640 x 200 тачака - CGA мод                                |
| Боја                  | 16                                                        |
| Звук                  | 1 канални звучник                                         |
| Димензије             | око 0,5 кг                                                |
| Портови               |                                                           |
| Оперативни систем     |                                                           |